# Learjet 70/75
Dimensions
Les Learjet 70 et 75 sont des avions d'affaires de la famille Learjet fabriqué par Bombardier Aéronautique à Wichita, Kansas. Les Learjet 70 et 75 sont respectivement dérivés des Learjet 40 et 45.

## Développement
Bombardier annonce en 2012 une nouvelle version des Learjet 40XR et 45XR, baptisées Learjet 70 et 75. Les Learjet 70 et 75 reprennent la conception de leur prédécesseur en améliorant les turboréacteurs, l'aérodynamique avec des winglets hérités des programmes Global 7000 et 8000, et une avionique modernisée Garmin G5000.
Les Learjet 70 et 75 sont certifiés par la FAA en novembre 2013.
Le dernier Learjet 75 sort de la ligne d'assemblage final le 28 mars 2022, il s'agit du dernier avion produit par Learjet.